# حزب العدالة الاجتماعية (مصر)
حزب العدالة الاجتماعية هو حزب سياسي ديمقراطي وتقدمي في مصر.

## التاريخ
تأسس الحزب عام 1993. ويدعم وجهات النظر الديمقراطية والتقدمية غير العلمانية ذات الميول اليسارية. ويدعو إلى المساواة في الحقوق والواجبات لجميع المواطنين، وتعزيز مبادئ الولاء للوطن، وتحقيق العدالة لجميع المواطنين. وتقدم الحزب بثلاثة مرشحين لخوض انتخابات 2000 التشريعية.

## برنامج
- الحفاظ على الوحدة الوطنية والسلم الاجتماعي وتعزيز مبادئ الديمقراطية والاشتراكية وحماية مكاسب الطبقة العاملة والفلاحين.
- الشريعة الإسلامية هي مصدر رئيسي للتشريع.
- تعزيز الاحترام بين الأحزاب الحاكمة وأحزاب المعارضة.
- حقوق متساوية لجميع المواطنين.